# Aspermont (Teksas)
Aspermont – miasto w Stanach Zjednoczonych, w stanie Teksas, siedziba administracyjna hrabstwa Stonewall.